# Fekete kökörcsin
A fekete kökörcsin (Pulsatilla pratensis subsp. nigricans) a boglárkafélék (Ranunculaceae) családjába tartozó mezei kökörcsin (Pulsatilla pratensis) egyik alfaja, illetve egyes szerzők szerint önálló faj (Pulsatilla nigricans). Ismert feketéllő kökörcsin névalakja is.
Magyarországon védett, természetvédelmi értéke: 10 000 Ft.

## Megjelenése, felépítése
Bókoló, egyesével álló virágai csaknem teljesen feketék (enyhén lilásbíbor színűek). Levelei szeldeltek, szőrözöttek, selymesen borzasak. Sok hosszú, gyapjas, megcsavarodott bibeszállal ékes termése tollforgóra emlékeztet.

## Életmódja, termőhelye
Félszáraz gyepek, sziklagyepek, sztyeppek növénye. Szereti a homokos talajt, a meleg, déli lejtőket, még a futóhomokon is megtelepszik.
Március–áprilisban virágzik. Gyakran nyílik együtt a tavaszi hériccsel és a leánykökörcsinnel. Szőrbóbitás magvait a szél messze röpíti, és azok árvalányhajéhoz hasonlóan, dugóhúzószerűen fúródnak a talajba. Magyarország több tájegységén megtalálható növényfaj, többek között a Cserhátban, a Jászságban, a Kisalföldön, a Keszthelyi-fennsíkon, a Pilisben, a Mátrában, valamint a Csombárdi-réten.

## Felhasználása
Mérgező növény, de gyógyhatású anyagokat is tartalmaz. Gyógyítottak vele juhhimlőt, de alkalmazták festésre is.